# Das Ende der Götter
Das Ende der Götter (Originaltitel: L’inchiesta) ist eine 2006 produzierte Neuverfilmung des im Original gleichnamigen Films von Damiano Damiani aus dem Jahr 1986 (deutsch: Die Untersuchung). Grundlage ist ein 1986 geschriebenes Drehbuch von Suso Cecchi D’Amico und Ennio Flaiano.

## Handlung
An einem Freitagnachmittag im Jahr 33 unserer Zeitrechnung bebt die Erde und eine große Dunkelheit breitet sich aus. Dieses Naturphänomen ist im ganzen Römischen Reich zu sehen – auch auf der Insel Capri, dem Regierungssitz des römischen Kaisers Tiberius, und in Germanien, wo der römische Legionär Titus Valerius Taurus in ebendiesem Moment einen Barbarenstamm besiegt. Dieser, ein treuer Verbündeter des Kaisers, erhält wenige Wochen später einen Auftrag des Imperators: Taurus soll nach Jerusalem reisen, um dort Nachforschungen anzustellen, ob die Gerüchte wahr seien, wonach ein Prophet namens Jesus von Nazaret nach dem Tod am Kreuz, am Tag des Erdbebens, von den Toten auferstanden sei. Sollte sich dieses Gerücht bewahrheiten, wäre Jesus eine Gottheit, und Tiberius müsste um seinen Titel als „Gott auf Erden“ fürchten.
Mit seinem Sklaven Brixos segelt Taurus nach Palästina. In Jerusalem lernt Taurus die junge Tabitha kennen und verliebt sich in sie. Er ahnt nicht, dass sie eine Christin ist. Sie ist die Tochter des Pharisäers Natan, der wiederum die Anhänger Jesu unerbittlich verfolgen lässt.
In Jerusalem stößt Taurus auf zahlreiche Hindernisse. Er stellt fest, dass sowohl Pontius Pilatus, der Statthalter Roms, als auch die Hohepriester mit aller Macht versuchen, die angebliche Auferstehung Jesu als Schwindel abzutun und diesen den Christen anzulasten. Beide können nicht restlos beweisen, dass Jesus nicht auferstanden ist. Auch Taurus zweifelt im Lauf der Zeit an sich und seinem Auftrag. Seine Skepsis nimmt zu, als er sieht, wie die Anhänger Jesu verfolgt werden und wie Stephanus für seine Überzeugungen gesteinigt wird. Taurus beginnt, mit dem Glauben der Christen und seiner Geliebten Tabitha zu sympathisieren. Nachdem Tabitha von ihrem Vater Natan, der keine Gotteslästerin dulden kann, totgeschlagen worden ist, und Simon Petrus, der Anführer der Christen, sie vom Tod wiedererweckt hat, bekennt sich Taurus schließlich zum christlichen Glauben.
Taurus schreibt einen Brief an Tiberius und lässt diesen noch auf seinem Totenbett wissen, dass er weder einen Beweis für die Auferstehungslegende gefunden habe noch einen dagegen, und dass er sagen könne, die Christen seien friedliebende Menschen, die nur ihren Glauben ausüben wollten. Kurz bevor Kaiser Tiberius das Christentum zur römischen Staatsreligion erklären will, wird er von Caligula ermordet, denn der junge Patrizier sieht seinen eigenen Anspruch auf die Göttlichkeit in Gefahr. Caligula ordnet zuletzt die Verfolgung der Christen im Römischen Reich an.

## Hintergrundinformationen
Mit einem Budget von 8 Millionen Euro wurde der Film zwischen dem 24. Oktober 2005 und dem 16. Januar 2006 an Schauplätzen in Bulgarien und Tunesien gedreht. Der Film schaffte es in Italien in die Kinos und feierte am 28. Dezember 2006 in Capri Weltpremiere. Auch wurde der Film in die USA verkauft und wurde dort am 20. Februar 2007 am Internationalen Filmfestival von Los Angeles erstmals gezeigt. In Deutschland bzw. Österreich ist der Film seit dem 21. Dezember 2007 in einer gekürzten Version auf DVD erhältlich.
In Bezug auf die Schauspieler konnten Akteure gefunden werden, die zum Teil bereits in Bibelverfilmungen Erfahrungen sammeln konnten, so F. Murray Abraham, Ornella Muti (beide in Die Bibel – Esther), Enrico Lo Verso (Die Bibel – Moses) und Max von Sydow (Die größte Geschichte aller Zeiten, Die Bibel – Salomon). Sowohl Christo Schopow als auch Christo Schiwkow standen zudem gemeinsam 2004 in Mel Gibsons Die Passion Christi vor der Kamera. Schopow verkörperte auch hier Pontius Pilatus.

### Zum deutschen Titel
Im deutschsprachigen Raum ist der Film unter zwei Titeln auf DVD erschienen. Ursprünglich hieß er Das Ende der Götter, im Jahr 2009 wurde er unter dem Titel Corpus Dei – Der blutige Weg Gottes neu veröffentlicht.
Der ursprüngliche deutsche Titel ist vieldeutig. Vordergründig bezieht er sich auf das Ende der polytheistischen römischen Religion, von der sich der Protagonist zum Christentum bekehrt, das auch Tiberius als Staatsreligion anerkennen will.

## Synchronsprecher
Die Synchronsprecher für die deutsche Fassung:
| - Titus Valerius Taurus: Bernd Vollbrecht - Brixos: Manfred Lehmann - Pontius Pilatus: Ernst Meincke - Stephanus: Alexander Doering - Maria Magdalena: Heide Domanowski - Natan: Hans-Werner Bussinger | - Tiberius: Jürgen Thormann - Claudia Procula: Silvia Mißbach - Simon Petrus: Olaf Reichmann - Jesus: Robin Kahnmeyer - Longinus: Johannes Berenz - Paulus: Bodo Wolf (Synchronsprecher) |

## Kritiken
„Aufwändig inszenierter Fernseh-Monumentalfilm mit guten Darstellern, der auf Damiano Damianis „Die Untersuchung“ 1986 Bezug nimmt. Der religiös-historische Hintergrund und die historischen Gewänder und Kulissen werden lediglich benutzt, um eine eigentlich moderne Detektivgeschichte zu erzählen.“